# Manuel Neuer
Manuel Neuer, nemški nogometaš, * 27. marec 1986, Gelsenkirchen, Zahodna Nemčija.
Neuer igra kot vratar za Bayern München in nemško nogometno reprezentanco.
Manuel Neuer je na svetovnem prvenstvu 2014 v Braziliji dobil nagrado za najboljšega vratarja prvenstva. Je eden najboljših vratarjev na svetu. Ima že nekaj nagrad za najboljšega vratarja v 5 najmočnejših ligah v Evropi.